# Трясохвіст білобровий
Трясохві́ст білобровий (Cinclodes albidiventris) — вид горобцеподібних птахів родини горнерових (Furnariidae). Мешкає в Андах. Раніше вважався конспецифічним зі смугастокрилим трясохвостом, однак за результатами молекулярно-генетичного дослідження був визнаний окремим видом.

## Підвиди
Виділяють три підвиди:
- C. a. heterurus Madarász, 1903 — Кордильєра-де-Мерида (західна Венесуела);
- C. a. oreobates Scott, WED, 1900 — Сьєрра-Невада-де-Санта-Марта (північна Колумбія), Східний і Центральний хребти Колумбійських Анд (від Бояки на південь до Кундінамарки і від Кауки до Нариньйо);
- C. a. albidiventris Sclater, PL, 1860 — Анди в Еквадорі (на південь від Імбабури) і північному Перу (П'юра, Кахамарка).

## Поширення і екологія
Білоброві трясохвости мешкають в Колумбії, Венесуелі, Еквадорі і Перу. Вони живуть на високогірних луках парамо та у високогірних чагарникових заростях. Зустрічаються на висоті до 5000 м над рівнем моря.